# Äbylkajyr Dosow
Äbylkajyr Yskakuły Dosow (kaz. Әбілқайыр Ысқақұлы Досов, ros. Абильхаир Искакович Досов, ur. 1899 w aule nr 1 w obwodzie akmolińskim, zm. w marcu 1938) – radziecki kazachski działacz partyjny i państwowy.

## Życiorys
W latach 1915–1916 uczył się w wyższej szkole podstawowej w Szczuczynie, 1917 służył w milicji ludowej w Omsku, był instruktorem kirgiskiej sekcji omskiego komitetu koalicyjnego Tymczasowej Władzy ds. Organizacji Lokalnych Komitetów w Powiecie Omskim, instruktorem-komisarzem Akmolińskiego Obwodowego Kirgiskiego Komitetu ds. Zwołania ds. zwołania powiatowego zjazdu kirgiskiego w Kokczetawie, instruktorem Kokczetawskiej Rady Powiatowej i w 1917 został członkiem KC "Demokratycznej Rady Uczącej Się Kirgiskiej Młodzieży" w Omsku. Do 1918 był członkiem Akmolińskiej Obwodowej Rady Kirgiskiej i Trybunału Rewolucyjnego, 1918 był sekretarzem KC Kirgiskiej (Kazachskiej) Partii Socjalistycznej "Üsz żüz" w Omsku, w lutym 1919 został aresztowany, w marcu 1919 zbiegł. W 1919 walczył w oddziale partyzanckim, został członkiem RKP(b), był członkiem Kokandzkiego Powiatowego Komitetu Rewolucyjnego w obwodzie akmolińskim, 1919-1920 członkiem Kolegium i przewodniczącym powiatowej Czeki w Kokczetawie. W 1920 był przewodniczącym Muzułmańskiego Biura przy Pietropawłowskim Komitecie Powiatowym RKP(b) w obwodzie akmolińskim, sekretarzem Kirgisko-Tatarskiej Sekcji przy Syberyjskim Biurze KC RKP(b), redaktorem gazety "Kedej sözy" i inspektorem Zarządu Politycznego Zachodniosyberyjskiego Okręgu Wojskowego ds. pracy w sekcjach narodowych. W latach 1920–1922 był sekretarzem Centralnego Komitetu Wykonawczego (CIK) Kirgiskiej (Kazachskiej) ASRR, 1922-1924 przewodniczącym Komitetu Wykonawczego Semipałatyńskiej Rady Gubernialnej, 1924-1925 członkiem Komitetu Rewolucyjnego Przyłączanych do Kazachskiej ASRR obwodów Turkiestanu, a 1925-1926 przewodniczącym Komitetu Wykonawczego Uralskiej Rady Gubernialnej. W 1926 był przewodniczącym Zarządu Kazachskiej Krajowej Rady Spółdzielni Spożywców, 1926-1927 stałym przedstawicielem Kazachskiej ASRR przy Prezydium WCIK, 1927-1930 kierownikiem Wydziału Narodowości WCIK, a 1930-1933 instruktorem odpowiedzialnym KC WKP(b). W 1933 kierował Wydziałem Organizacyjno-Instruktorskim Komitetu Obwodowego WKP(b) w Karagandzie, od 1933 do lutego 1934 był II sekretarzem Wschodniokazachstańskiego Komitetu Obwodowego WKP(b), od lutego 1934 do sierpnia 1936 I sekretarzem Aktiubińskiego Komitetu Obwodowego WKP(b), a od sierpnia 1936 do listopada 1937 I sekretarzem Południowokazachtańskiego Komitetu Obwodowego WKP(b)/Komunistycznej Partii (bolszewików) Kazachstanu.
28 listopada 1937 został aresztowany, następnie rozstrzelany.